# Anthidium trochantericum
Anthidium trochantericum är en biart som beskrevs av Morawitz 1894. Anthidium trochantericum ingår i släktet ullbin, och familjen buksamlarbin. Inga underarter finns listade i Catalogue of Life.